# Logoteta de los rebaños
El logoteta de los rebaños (en griego: λογοθέτης τῶν ἀγελῶν, logothetēs tōn agelōn), era el funcionario bizantino responsable de las propiedades estatales (mitato) en el oeste de Asia Menor que criaban caballos y mulas para el ejército bizantino y el correo público bizantino.

## Historia y funciones
El cargo bizantino aparece en el siglo IX y se acepta comúnmente como la evolución del oficio romano del prepósito griego (en latín: praepositus gregum et stabulorum) del siglo IV, que estaba subordinado al conde de fortuna privada (en latín: comes res privatae). Excepcionalmente entre los logotetas, el logoteta de los rebaños figura entre los altos oficiales militares (estratarcas). El Cletorológio de Filoteo de 899, destaca la estrecha conexión del cargo con el ejército. Su importancia aumentó a partir del siglo X, alcanzando su cenit a finales del siglo XIII, cuando lo ocupaban varios de los funcionarios estatales más importantes.

## Oficiales subordinados
Los subordinados del logoteta de los rebaños fueron:
- Los protonotarios de Asia y Frigia, donde aparentemente se concentraba el mitato.[1]
- Los dicetas del mitato (en griego: διοικηταὶ τῶν μητάτων), los administradores de los establos y sucesores del procurador romano de las fincas equinas (en latín: procuratores saltuum).[1]
- Los episceptetas (en griego: επισκεπτίτης; «inspectores») y los condes (komētes), ambos con función incierta.[1]

Las evidencias sigilográficas dan fe de la existencia de cartularios y ek prosopou («representante») en el departamento.

## Lista de logotetas de los rebaños conocidos
| Nombre            | Periodo                                         | Nombrado por                                           | Notas | Referencias |
| ----------------- | ----------------------------------------------- | ------------------------------------------------------ | --- | ----------- |
| Basil             | siglo VIII/ix                                   | Anónimo                                                | Conocido solo por un sello que menciona «Basilio, espatario y logoteta de los rebaños» | [ 3 ]       |
| Anónimo           | Principios del siglo X                          | León VI el Sabio o Constantino VII o Romano I Lecapeno | Destinatario de una carta del patriarca Nicolás I de Constantinopla. | [ 3 ]       |
| Basilio           | siglo XI                                        | Desconocido                                            | Conocido solo por un sello que menciona «Basilio, ek prosopou del logoteta de los rebaños, asecreta y protospatario imperial». | [ 3 ]       |
| Hagioteodorita    | c. 1258                                         | Teodoro II Láscaris                                    | Nombre desconocido. Mencionado durante el breve período que siguió a la muerte de Teodoro II Láscaris, cuando el regente Jorge Muzalon lo puso a cargo del tesoro imperial. Después de que Miguel VIII Paleólogo tomó el poder, Hagioteodorita fue ascendido a logoteta doméstico. | [ 4 ]       |
| Pepagomeno        | c. 1283/1289                                    | Andrónico II Paleólogo                                 | Nombre desconocido. Conocido solo como destinatario de una carta del patriarca Gregorio II de Constantinopla. | [ 4 ]       |
| Teodoro Metoquita | c. 1294                                         | Andrónico II Paleólogo                                 | Según Jorge Paquimeres, Metoquita, el futuro gran logoteta y primer ministro de Andrónico II, ocupó el cargo durante una embajada en Cilicia en 1294. | [ 4 ]       |
| Facrases          | c. 1299/1300                                    | Andrónico II Paleólogo                                 | Destinatario de cartas de Maximus Planudes (1299/1300) y Nicéforo Cumno (c. 1315). Guilland lo equipara con Juan Facrases, que era amigo y destinatario (antes de 1283) del patriarca Gregorio II de Constantinopla, y sugiere una posible identidad con el homónimo paracemomeno, autor de un tratado sobre titelatura y oficios imperiales. El Prosopographisches Lexikon der Palaiologenzeit, por otro lado, considera al logoteta de los rebaños como el padre del último y el posible hijo del primero. | [ 4 ] [ 5 ] |
| Anónimo           | Finales del siglo XIII/principios del siglo XIV | Probablemente Andrónico II Paleólogo                   | Destinatario anónimo de Manuel Files. | [ 3 ]       |